# Unia Zborów Bożych Argentyny
Unia Zborów Bożych Argentyny (hiszp.: Unión de las Asambleas de Dios Argentina) – chrześcijański wolny kościół protestancki o charakterze ewangelikalnym nurtu zielonoświątkowego działający w Argentynie, wchodzący w skład Światowej Wspólnoty Zborów Bożych.
Zbory Boże w Ameryce Łacińskiej i na Karaibach rozwijają się pomimo politycznej niepewności, niestabilności gospodarczej i niepokojów społecznych. Badacze donoszą o ekspansji kościołów zielonoświątkowych: „najbardziej udany ruch społeczny ubiegłego wieku”. Wzrost przypisuje się absolutnemu priorytetowi podkreślającego osobę i dzieło Ducha Świętego. Cokolwiek jest realizowane jest to zasługa Boga i Jego mocy.
W 1910 roku zagorzali misjonarze zielonoświątkowi założyli pierwsze kościoły w Argentynie, Brazylii i w Chile.
Zbory Boże w Argentynie w dalszym ciągu odnotowują duży wzrost. Kościół posiada już ponad 934 000 wiernych zbierających się w 1154 kościołach. W Buenos Aires znajdują się trzy zbory – megakościoły liczące ponad 20 000 wiernych. Ponad 140 argentyńskich misjonarzy działają za granicą, a ośmiu służy jako misjonarze we własnym kraju.